# Championnats d'Océanie de BMX freestyle 2024
Navigation
Édition précédente Édition suivante
Les championnats d'Océanie de BMX freestyle 2024 ont lieu le 24 mars 2024 à Melbourne en Australie.

## Podiums
| Épreuves           | Or             | Argent       | Bronze          |
| ------------------ | -------------- | ------------ | --------------- |
| BMX Freestyle Park |                |              |                 |
| Élite hommes       | Brandon Loupos | Samual Grace | Jaie Toohey     |
| BMX Freestyle Park |                |              |                 |
| Élite femmes       | Natalya Diehm  | Sarah Nicki  | Shanae Richmond |